# Méline Nocandy
Méline Nocandy (Saint-Claude, 1998. február 25. –) olimpiai bajnok, világbajnok és Európa-bajnoki ezüstérmes guadeloupe-i születésű francia válogatott kézilabdázó, irányító, jelenleg a Brest Bretagne játékosa.

## Pályafutása
Méline Nocandy Guadeloupe-on született a Karib-térségben, Franciaország egyik tengeren túli megyéjében, ahol megismerkedett a kézilabda alapjaival. 17 éves volt, amikor a Metz Handball hívására Metzbe költözött. Első éveiben túlnyomórészt a Metz utánpótláscsapatában játszott, de időnként a francia első osztályban a felnőtt csapatban is lehetőséget kapott. A 2016–2017-es szezonban már a Bajnokok Ligájában is pályára léphetett. A szezon végén tagja volt az ifjúsági Európa-bajnokságot nyerő francia válogatottnak, az orosz csapat ellen 31–26-ra megnyert döntőn 6 gólt szerzett, és a mérkőzés legjobbjának választották. a következő években egyre nagyobb szerepet kapott csapatában, 2019 márciusában pedig a felnőtt válogatottba is meghívást kapott a sérült Grâce Zaadi helyett a felkészülési Golden League tornára. A 2018–2019-es szezon végén a francia bajnokság legjobb fiatal játékosának választották.
2019-ben részt vett a világbajnokságon, ahol a csapat a 13. helyen végzett. A 2020-as Európa-bajnokságon megszerezte első válogatottbeli érmét, ezüstérmes lett. A 2021-re halasztott tokiói olimpián aranyérmet nyert, a decemberi világbajnokságon pedig ezüstöt.
Az olimpiai győzelme után Francia Köztársaság Becsületrendjének lovag rangjával tüntették ki.

## Sikerei
- Olimpiai bajnok: 2020
- Világbajnokságon ezüstérmes: 2021
- Európa-bajnokságon ezüstérmes: 2020
- Francia bajnokság győztese: 2017, 2018, 2019
- Francia Kupa-győztes: 2017, 2019